# Crash 2030 – Ermittlungsprotokoll einer Katastrophe
Der dokufiktionale Film Crash 2030 – Ermittlungsprotokoll einer Katastrophe des Hessischen Rundfunks von 1994 spielt in einem vereinten Europa, das mit den Folgen des Klimawandels kämpfen muss, wobei ein Staatsanwalt vorschlägt, die Verantwortlichen der Katastrophe gemäß dem Verursacherprinzip zu verklagen. Regie führte Joachim Faulstich. Die Hauptrolle des Staatsanwalts Galinowski übernahm Dietrich Hollinderbäumer. Der Film wurde erstmals am 6. Mai 1994 im Fernsehen ausgestrahlt.

## Handlung
Der Film ist als Ergebnisprotokoll der Ermittlungen des Staatsanwalts Galinowski gestaltet, der sich das Ausmaß der Klimakatastrophe in Europa im Jahr 2030 angesehen hat: Von den Alpen bis zur Nordsee findet man abgestorbene Wälder und ausgetrocknete Flüsse. In den Hochgebirgen sind ganze Täler unbewohnbar, denn Orte wie Garmisch und Mittenwald sind von ungeheuren Schlammmassen reißender Wildbäche zerstört. Rhein und Bodensee liegen im Sommer völlig trocken und sind nicht mehr schiffbar. In Winter und Frühjahr wälzen sich Flutwellen durch die Täler vieler noch nicht ausgetrockneter Flüsse, denn Jahrhundertüberschwemmungen sind Alltag. Zudem kommt es zu regelmäßigen Waldbränden, bei denen kürzlich auch das Hermannsdenkmal im Teutoburger Wald zerstört wurde. Zudem steigen die Meeresspiegel unaufhörlich an, und es kommt nicht selten zu verheerenden Sturmfluten, durch die Küstenstaaten Teile ihrer Landmasse verlieren und Inseln wie Sylt unbewohnbar werden. Zwischen den fiktiven Doku-Aufnahmen der Katastrophe werden auch fiktionale Interviews mit Betroffenen geführt und wissenschaftliche Prognosen der 1990er Jahre präsentiert.
Der Tourismus ist zum Erliegen gekommen. Weite Teile der Bevölkerung sind verarmt. Zudem sind viele beliebte Reiseziele in Südeuropa zur Wüste geworden und Hotels stehen leer. Versuche, sie als Flüchtlingsunterkünfte für Menschen aus Afrika und Südostasien zu nutzen, sind gescheitert, mangels Wasserversorgung. Stattdessen haben künstliche Erlebniswelten wie Wasserparks Hochkonjunktur. Allerdings wird im Film eine U-Boot-Tour im Küstengebiet der Nordsee gezeigt, bei der die durch Sturmfluten und Meeresspiegelanstieg untergegangenen Städte besichtigt werden können. Auch gibt es noch begrenzten Wintersport, bevor Schneekanonen im Folgejahr verboten werden.
Der Staatsanwalt Galinowski will die Verantwortlichen zur Rechenschaft ziehen und erhebt vor dem Europäischen Gerichtshof Anklage gegen sämtliche Automobilunternehmen, Energie- und Chemiekonzerne sowie die Politiker François Mitterrand, Margaret Thatcher und Helmut Kohl, die in ihren langen Amtszeiten genug Zeit gehabt hätten, etwas zu verändern. Der Fokus liegt dabei auf den Jahren 1985 bis 1995. In dieser Zeit seien alle Fakten zum Klimawandel bekannt und öffentlich zugänglich gewesen und auch die Lösungsmöglichkeiten hätten auf dem Tisch gelegen. Außerdem werden noch Ermittlungen für die Zeit zwischen 1995 und 2005 angekündigt, da dort vielleicht noch Zeit gewesen sei, um noch etwas zu verändern. Wie das Urteil ausfallen wird, bleibt offen.

## Hintergrund
Der Film ist eine Zeitreise in die Klimakatastrophe mit aufwendigen computergestützten Montagen. Als Rekonstruktionen der Vergangenheit dienen hingegen echte Filmaufnahmen aus der Zeit von 1985 bis 1995.
Grundlage für die im Film dargestellten Szenarien waren wissenschaftliche Studien des Max-Planck-Instituts in Hamburg sowie anderer Universitäten und Forschungszentren. Zum damaligen Zeitpunkt bildete sich gerade der wissenschaftliche Konsens zum Klimawandel, wonach die Globale Erwärmung seit Ende des 19. Jahrhunderts mit hoher Wahrscheinlichkeit auf anthropogene Emissionen von Treibhausgasen zurückzuführen ist. 1990 war der erste Sachstandsbericht des 1988 gegründeten Weltklimarates IPCC erschienen. 1994 trat das auf dessen Grundlage entwickelte Rahmenübereinkommen der Vereinten Nationen über Klimaänderungen in Kraft. Danach sollten sich vorrangig die entwickelten Länder zu Klimaschutzmaßnahmen und zur Begrenzung und allmählichen Reduktion der Treibhausgasemissionen bezogen auf das Basisjahr 1990 verpflichten.
Inwieweit die Folgen der globalen Erwärmung in Deutschland tatsächlich zu Klimakatastrophen wie im Film führen werden, ist offen. Einzelne im Film gezeichnete Szenarien lassen sich mit realen Ereignissen der letzten Jahre vergleichen, beispielsweise eine fiktive Hochwasserkatastrophe im Partnachtal bei Garmisch-Partenkirchen mit dem Hochwasser im Ahrtal 2021. Wetteranomalien wie Dürre und Hitze in Europa 2018 oder 2022 führten zu Temperaturrekorden, zeitweisem Niedrigwasser im Rhein oder verminderten Schneefällen in den Mittelgebirgen.
Mit dem Pariser Klimaschutzabkommen hat sich die Weltgemeinschaft 2015 verbindlich dazu bekannt, die globale Erwärmung auf deutlich unter 2 Grad Celsius gegenüber dem vorindustriellen Niveau zu begrenzen (das sogenannte Zwei-Grad-Ziel) und darüber hinaus Anstrengungen zu unternehmen, die globale Erwärmung auf 1,5 Grad Celsius zu begrenzen. Das Pariser Abkommen ist seitdem Grundlage der europäischen Klimaschutzgesetzgebung („Fit for 55“) und des deutschen Bundes-Klimaschutzgesetzes.
Klimaaktivisten wie die Letzte Generation fordern eine Verschärfung der Gesetze, um die Klimaneutralität deutlich vor dem gesetzlich angestrebten Zeitpunkt 2045 zu erreichen, denn sie befürchten, dass sich schon bis 2030 die Situation so entwickeln könnte, dass die im Film dargestellten Szenarien realistisch werden.
Im Film ist der ECU die gesamteuropäische Währung. Tatsächlich wurde der ECU zum 1. Januar 1999 im Verhältnis 1∶1 durch den Euro ersetzt, als die dritte Stufe der europäischen Wirtschafts- und Währungsunion in Kraft trat.
Die der Handlung des Films zugrundeliegende Konzeption des Europäischen Gerichtshofes ist fiktiv. Tatsächlich hat der Gerichtshof der Europäischen Union die Jurisdiktion bei der Auslegung und Anwendung der Verträge, die der europäischen Union zugrunde liegen; die EU-Mitgliedstaaten müssen im Rahmen ihrer Zuständigkeiten selbst die notwendigen Rechtsbehelfe schaffen, damit die Bürger ihre Rechte, die sich aus dem EU-Recht ergeben, vor den nationalen Gerichten durchsetzen können.
Die im Film erwähnte Europäische Verfassung besteht in dieser Form nicht. Der 2004 unterzeichnete Vertrag über eine Verfassung für Europa trat tatsächlich nie in Kraft, sondern wurde durch den 2009 in Kraft getretenen Vertrag von Lissabon ersetzt. Im Film regelt Artikel 26 der Europäischen Verfassung Verbrechen gegen die Zukunft und schreibt das Verursacherprinzip fest. Tatsächlich sollte Artikel I-26 des EU-Verfassungsvertrages die Bestimmungen über die Europäische Kommission enthalten. Das Verursacherprinzip sollte im Artikel III-233, Absatz 2 festgeschrieben werden.
Auch die im Film erwähnte Unionsarmee existiert bislang in dieser Form nicht. Der Versuch eine Europäische Verteidigungsgemeinschaft zu gründen, scheiterte 1954 am Widerstand Frankreichs und die stattdessen gegründete Westeuropäische Union wurde bis 2011 aufgelöst. Allerdings wird in neuerer Zeit die Schaffung einer Europäischen Armee unter anderem von der Partei Volt gefordert.
Im Film scheint auch die Schweiz Teil des vereinten Europas zu sein. Tatsächlich wurde deren EU-Beitrittsverhandlungen am 6. Dezember 1992 eingefroren und der Beitrittsantrag Anfang März 2016 zurückgezogen.

## Kritik
„Da fragt man sich, wieviel Glaubwürdigkeit den Fernsehbildern in naher Zukunft noch zukommen wird. ‚Crash 2030‘ ist erst in zweiter Linie ein Appell an die ökologische Vernunft, sondern vor allem eine Warnung vor einer Art televisionärer Umweltkatastrophe. Denn wenn wir nicht aufpassen, werden wir im verwüsteten Europa des Jahres 2030 vor dem Fernseher sitzen und uns mit einer digital erzeugten heilen Welt aus der Paint-Box trösten.“